# Lee Byung-hun
Lee Byung-hun (kor. 이병헌, ur. 12 lipca 1970 w Seulu) – południowokoreański aktor. Wystąpił w takich filmach jak Strefa bezpieczeństwa w reżyserii Park Chan-wook, Słodko-gorzkie życie Kim Jee-woona czy G.I. Joe: Czas Kobry Stephena Sommersa.

## Filmografia

### Filmy
| Rok  | Tytuł                                                                                           | Rola                         |
| ---- | ----------------------------------------------------------------------------------------------- | ---------------------------- |
| 1995 | Nuga nareul michige haneunga (누가 나를 미치게 하는가)                                          | Lee Jong-du                  |
| 1995 | Runaway (kor.: 런어웨이, MOCT: Reoneowei)                                                       | Lee Dong-ho                  |
| 1996 | Geudeulmanui sesang (그들만의 세상)                                                             | Love                         |
| 1997 | Elegy of the Earth                                                                              | Park Jong-man                |
| 1999 | Nae maeumui punggeum (내 마음의 풍금)                                                           | Kang Soo-ha                  |
| 2000 | Strefa bezpieczeństwa (공동경비구역 JSA)                                                        | Lee Soo-hyeok                |
| 2001 | Beonjijeompeureul hada (번지점프를 하다)                                                        | Seo In-woo                   |
| 2002 | Mariiyagi (마리이야기)                                                                          | dorosły Nam-woo (głos)       |
| 2002 | Jungdok (중독)                                                                                  | Dae-jun                      |
| 2004 | Nuguna bimireun itda (누구나 비밀은 있다)                                                       | Choi Su-hyeon                |
| 2004 | Saam gaang yi (三更2) – segment "Cut"                                                           | Ryu Ji-ho                    |
| 2005 | Słodko-gorzkie życie (달콤한 인생, MOCT: Dalkomhan insaeng)                                     | Kim Sun-woo                  |
| 2006 | Geuhae yeoreum (그해여름)                                                                       | Yun Suk-young                |
| 2007 | HERO                                                                                            | Kang (cameo)                 |
| 2008 | Dobry, zły i zakręcony (좋은 놈, 나쁜 놈, 이상한 놈, MOCT: Jo-eun nom nappeun nom isanghan nom) | Park Chang-yi                |
| 2009 | Przychodzę z deszczem (I Come with the Rain)                                                    | Su Dongpo                    |
| 2009 | G.I. Joe: Czas Kobry (G.I. Joe: The Rise of Cobra)                                              | Storm Shadow                 |
| 2010 | Iris: The Movie (kor.: 아이리스: 더 무비, MOCT: Airiseu: deo mubi)                              | Kim Hyun-jun                 |
| 2010 | Inpeullueonseu (인플루언스)                                                                     | W                            |
| 2010 | Ujrzałem diabła (kor: 악마를 보았다, MOCT: Angmareul boatda)                                    | Kim Soo-hyeon                |
| 2012 | Gwanghae: Wang-i doen namja (광해: 왕이 된 남자)                                                | król Gwanghae, żebrak Ha-sun |
| 2013 | G.I. Joe: Odwet (G.I. Joe: Retaliation)                                                         | Storm Shadow                 |
| 2013 | Red 2                                                                                           | Han Cho-bai                  |
| 2015 | Terminator: Genisys                                                                             | policjant / T-1000           |
| 2015 | Hyeomnyeo: Kar-ui gi-eok (협녀: 칼의 기억)                                                      | Deok-gi / Song Yoo-baek      |
| 2015 | Naebujadeul (내부자들)                                                                          | Ahn Sang-goo                 |
| 2015 | Beyond Deceit                                                                                   |                              |
| 2016 | Siedmiu wspaniałych                                                                             | Billy Rocks                  |
| 2016 | Master                                                                                          | prezydent Jin                |
| 2017 | Single Rider                                                                                    | Kang Jae-hoon                |
| 2017 | Namhan sanseong                                                                                 | Choi Myung-kil               |
| 2018 | Geugeotman-i nae sesang                                                                         | Jo-ha                        |
| 2019 | Baekdusan                                                                                       | Lee Joon-pyeong              |
| 2020 | Namsan-ui bujangdeul                                                                            | Kim Jae-kyu                  |
| 2021 | Bisang seon-eon                                                                                 | Jae Hyuk                     |

### Telewizja
| Rok  | Tytuł                                                   | Rola                              |
| ---- | ------------------------------------------------------- | --------------------------------- |
| 1991 | Asphalt My Hometown                                     |                                   |
| 1991 | Family                                                  |                                   |
| 1991 | Flower That Never Wilt                                  |                                   |
| 1992 | Wild Sunflower                                          |                                   |
| 1992 | Days of Sunshine                                        | Choi Hyung-man                    |
| 1992 | Dawn                                                    |                                   |
| 1992 | Tomorrow Love                                           | Shin Bum-soo                      |
| 1993 | The Sorrow of the Survivor                              | Ja-myung                          |
| 1993 | Police                                                  | Oh Hae-sung                       |
| 1994 | The Fragrance of Love                                   | Kim Jun-ho                        |
| 1995 | Aseupalteu sanai (아스팔트 사나이)                      | Kang Dong-joon                    |
| 1995 | Son of Wind                                             | Chang Hong-pyo                    |
| 1997 | Beautiful My Lady                                       | Hwang Jun-ho                      |
| 1997 | I Do                                                    |                                   |
| 1997 | White Sand                                              |                                   |
| 1998 | Baekya 3.98 (백야 3.98)                                 | Min Gyeong-bin                    |
| 1999 | Happy Together (kor.: 해피 투게더, MOCT: Haepi Tugedeo) | Suh Tae-poong                     |
| 1999 | Love Story – Story 1: Sunflower                         | Tae-sung                          |
| 1999 | Sally is Back                                           |                                   |
| 2001 | Road                                                    | Woo-sik                           |
| 2001 | Areumdaun naldeul (아름다운 날들)                       | Lee Min-chul                      |
| 2003 | All In                                                  | Kim In-ha                         |
| 2009 | Irys (kor. 아이리스)                                    | Kim Hyun-jun                      |
| 2011 | Gaikōkan Kuroda kōsaku (jap. 外交官・黒田康作)          | John (cameo)                      |
| 2018 | Mr. Sunshine                                            | Choi Yoo-jin / Eugene Choi        |
| 2021 | Squid Game                                              | Lider (cameo) / Hwang In-ho (001) |
| 2022 | Our Blues                                               | Lee Dong-seok                     |

## Nagrody i wyróżnienia
Źródło: Internet Movie Database
Asian Film Awards
- Nominacja do Asian Film Award w kategorii najlepszy aktor drugoplanowy (Dobry, zły i zakręcony), 2009

Blue Dragon Film Awards
- Główna Nagroda Publiczności (2009)

Baeksang Arts Awards
- Wygrana w kategorii najlepszy aktor pierwszoplanowy (Słodko-gorzkie życie), 2006[3]

KBS Drama Awards (2009)
- Wielka nagroda (Irys)